# پرچم شلسویگ-هولشتاین
پرچم شلسویگ-هولشتاین در ۳ فوریه ۱۹۴۸ پذیرفته شد.این پرچم دارای سه رنگ آبی ، سفید و قرمز افقی است.